# Méthode compacte des différences finies
 (janvier 2024).
La formulation compacte des différences finies, ou formulation hermitienne, est une méthode numérique permettant de calculer des approximations aux différences finies. De telles approximations ont tendances à être plus précises pour leur taille de stencil (c'est-à-dire leur compacité) et, pour les problèmes hyperboliques, ont des propriétés d'erreur dispersive et dissipative favorables par rapport aux schémas explicites. Un inconvénient est que les schémas compacts sont implicites et nécessitent donc de résoudre un système matriciel diagonal pour l'évaluation des interpolations ou des dérivées à tous les points de la grille. En raison de leurs excellentes propriétés de stabilité, les schémas compacts sont un choix populaire pour une utilisation dans les solveurs numériques d'ordre supérieur pour les équations de Navier-Stokes.

## Exemple
Le schéma de Pade classique pour la dérivée première d'une cellule avec index {\displaystyle i} s'exprime de sorte:
{\displaystyle {\frac {1}{4}}f'_{i-1}+f'_{i}+{\frac {1}{4}}f'_{i+1}={\frac {3}{2}}{\frac {f_{i+1}-f_{i-1}}{2\Delta }}.}
Où {\displaystyle \Delta } est l'espacement entre les points d'index {\displaystyle i-1}, {\displaystyle i} et {\displaystyle i+1}. L’équation donne une solution précise au quatrième ordre pour {\displaystyle f'} lorsqu'il est complété par des conditions aux limites adéquates (en général périodiques). Par rapport à la méthode explicite centrale précise du 4ème ordre 
{\displaystyle f'_{i}={\frac {-f_{i+2}+8f_{i+1}-8f_{i-1}+f_{i-2}}{12\Delta }},}
la première méthode (implicite) est compacte car elle utilise uniquement des valeurs sur un stencil à 3 points au lieu de 5.

## Dérivation de schémas compacts
Les schémas compacts sont dérivés à l'aide d'une extension en série de Taylor. Supposons que nous souhaitions construire un schéma compact avec un stencil à trois points (comme dans l'exemple) :
{\displaystyle \alpha _{1}f'_{i-1}+f'_{i}+\alpha _{2}f'_{i+1}=b_{1}f_{i+1}+af_{i}+b_{2}f_{i-1}.}
Par un argument de symétrie, on en déduit {\displaystyle \alpha _{1}=\alpha _{2}=\alpha }, {\displaystyle a=0} et {\displaystyle b_{1}=-b_{2}=-b}, ce qui donne un système à deux paramètres:
{\displaystyle \alpha f'_{i-1}+f'_{i}+\alpha f'_{i+1}+bf_{i+1}-bf_{i-1}=0.}
Nous écrivons les extensions autour {\displaystyle x_{i}} jusqu'à un nombre raisonnable de termes et en utilisant la notation {\displaystyle {\frac {\mathrm {d} ^{n}f}{\mathrm {d} x^{n}}}=f^{n}} :
{\displaystyle {\begin{aligned}f_{i+1}&=&f_{i}+\Delta &f'_{i}+{\frac {1}{2}}\Delta ^{2}&f_{i}^{2}+{\frac {1}{6}}\Delta ^{3}&f_{i}^{3}+{\frac {1}{24}}\Delta ^{4}f_{i}^{4}+\mathrm {etc.} ,\\f_{i-1}&=&f_{i}-\Delta &f'_{i}+{\frac {1}{2}}\Delta ^{2}&f_{i}^{2}-{\frac {1}{6}}\Delta ^{3}&f_{i}^{3}+{\frac {1}{24}}\Delta ^{4}f_{i}^{4}+\mathrm {etc.} ,\\f'_{i}&=&&f'_{i},\\f'_{i+1}&=&&f'_{i}+\Delta &f_{i}^{2}+{\frac {1}{2}}\Delta ^{2}&f_{i}^{3}+{\frac {1}{6}}\Delta ^{3}f_{i}^{4}+{\frac {1}{24}}\Delta ^{4}f_{i}^{5}+\mathrm {etc.} ,\\f'_{i-1}&=&&f'_{i}-\Delta &f_{i}^{2}+{\frac {1}{2}}\Delta ^{2}&f_{i}^{3}-{\frac {1}{6}}\Delta ^{3}f_{i}^{4}+{\frac {1}{24}}\Delta ^{4}f_{i}^{5}+\mathrm {etc.} ,\\\end{aligned}}}
Chaque colonne de droite donne une équation pour les coefficients {\displaystyle \alpha ,b} :
{\displaystyle {\begin{aligned}f_{i}:&\ \ \ b-b&=0,&\ \mathrm {(Trivial)} \\f'_{i}:&\ \ \ 2\Delta b+1+2\alpha &=0,&\ \mathrm {(eq.\ 1)} \\f_{i}^{2}:&\ \ \ b-b+\alpha -\alpha &=0,&\ \mathrm {(Trivial)} \\f_{i}^{3}:&\ \ \ {\frac {1}{3}}b\Delta ^{3}+\Delta ^{2}\alpha &=0.&\ \mathrm {(eq.\ 2)} .\end{aligned}}}
Nous avons maintenant deux équations pour deux inconnues et cessons donc de rechercher des équations à termes d’ordre supérieur.
{\displaystyle {\begin{aligned}\mathrm {eq.\ 2} :&\ b={\frac {-3}{\Delta }}\alpha ,\rightarrow \\\mathrm {eq.\ 1} :&\ -6\alpha +1+2\alpha =0,\rightarrow \\&\alpha ={\frac {1}{4}},\ \mathrm {and} ,\ \rightarrow \\&b=-{\frac {3}{4\Delta }},\end{aligned}}}
ce qui est en effet le schéma de l'exemple.

## Liste des schémas compacts

### Dérivée premièrefi′{\displaystyle f'_{i}}
Schéma central de 4ème ordre :
{\displaystyle {\frac {1}{4}}f'_{i-1}+f'_{i}+{\frac {1}{4}}f'_{i+1}={\frac {3}{2}}{\frac {f_{i+1}-f_{i-1}}{2\Delta }}.}
<br /> Schéma central de 6ème ordre :
{\displaystyle {\frac {1}{3}}f'_{i-1}+f'_{i}+{\frac {1}{3}}f'_{i+1}={\frac {14}{9}}{\frac {f_{i+1}-f_{i-1}}{2\Delta }}+{\frac {1}{9}}{\frac {f_{i+2}-f_{i-2}}{4\Delta }}.}